# Arthur Cecil Alport
El Dr. Arthur Cecil Alport (también Cecil Arthur Alport o Arthur C. Alport; Beaufort West, Karoo, Provincia del Cabo Occidental, Sudáfrica; 25 de enero de 1880-Londres, Inglaterra; 17 de abril de 1959) fue un médico sudafricano que identificó por primera vez el síndrome de Alport en una familia británica en 1927.

## Biografía
Tras licenciarse en Medicina por la Facultad de Medicina de la Universidad de Edimburgo en 1905, regresó a la colonia del Transvaal para ejercer la medicina en Johannesburgo, donde poseía una pequeña mina de oro. Sin embargo, resultó improductiva.
Durante la Primera Guerra Mundial, Alport sirvió en el Royal Army Medical Corps en el África del Sudoeste y en Macedonia y Salónica. Tras la guerra, Alport se licenció en Medicina por tesis en 1919 en la Facultad de Medicina de la Universidad de Edimburgo. Alport trabajó como especialista en medicina tropical en el Ministerio de Pensiones de Londres. A partir de 1922 trabajó durante catorce años a las órdenes del profesor Frederick Samuel Langmead (1879-1969) como director adjunto de la recién creada unidad médica del hospital St. Mary's de Paddington.
Aconsejado por Sir Alexander Fleming (1881-1955), el Dr. Alport se trasladó en 1937 a El Cairo para ser profesor de medicina en el Hospital Rey Fuad I de la Universidad de El Cairo. Estaba horrorizado por las prácticas fraudulentas de deshonestidad y corrupción que encontró en los hospitales egipcios de la época, pero aún más por el abandono de los pacientes pobres, y fue totalmente acorde con su integridad moral que inició una cruzada de reforma.
Estas condiciones fueron el tema de su libro Una hora de justicia: El libro negro de los hospitales egipcios, un panfleto de publicación privada que dedicó a los dioses gemelos de la decencia y la justicia, y que finalmente tuvo el efecto deseado como proyecto de ley para la reforma de la facultad de medicina egipcia. Se presentó a la Asamblea Legislativa en 1944. Alport seguía sin estar convencido de haber tenido éxito y llegó a creer que había sido defraudado por sus colegas británicos. En 1947, este sentimiento de traición le llevó a renunciar a su condición de miembro del Royal College of Physicians de Londres. Murió en su antiguo hospital de Londres en 1959, a la edad de 79 años.
El síndrome de Alport, una enfermedad hereditaria con malformación de las fibras de colágeno, debe su nombre a Alport.
De su matrimonio con Janet McCall († 1976) en 1907, tuvo dos hijos, Arthur Cuthbert Alport († joven) y Cuthbert Alport, barón Alport (1912-1998).

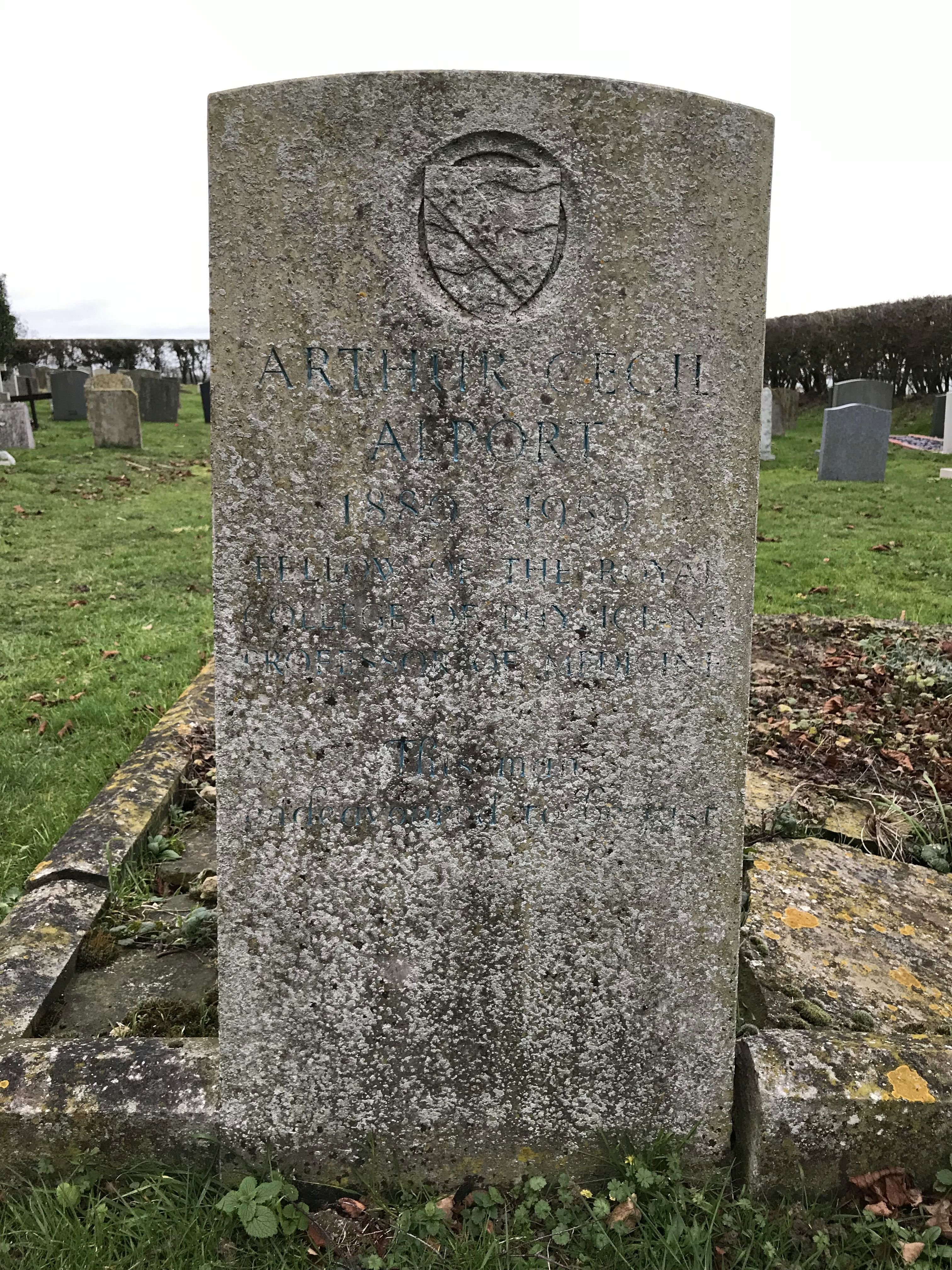
La tumba de Arthur Cecil Alport en el cementerio de St John the Baptist, Layer de la Haye, Essex.